# Liberal Debatt
Liberal Debatt är en svensk partipolitiskt obunden idétidskrift. Tidskriften ges ut av en stiftelse med samma namn. Den grundades 1948, med Åke Gafvelin som första chefredaktör. Chefredaktörer är Matilda Molander och Eric Luth, och stiftelsens styrelseordförande är Bengt Westerberg.
I Liberal Debatts redaktion sitter Max Hjelm (kulturredaktör), Theo Herold (På djupet-redaktör), Johanna Grönbäck, Klara Lundvik, Fredrik Bäärnhielm Thorslund, Thea Andersson, Naod Habtemichael, Tomas Englund, Emil Hammarlund, Silva Mertsola och Henrik Dalgard.

## Historik

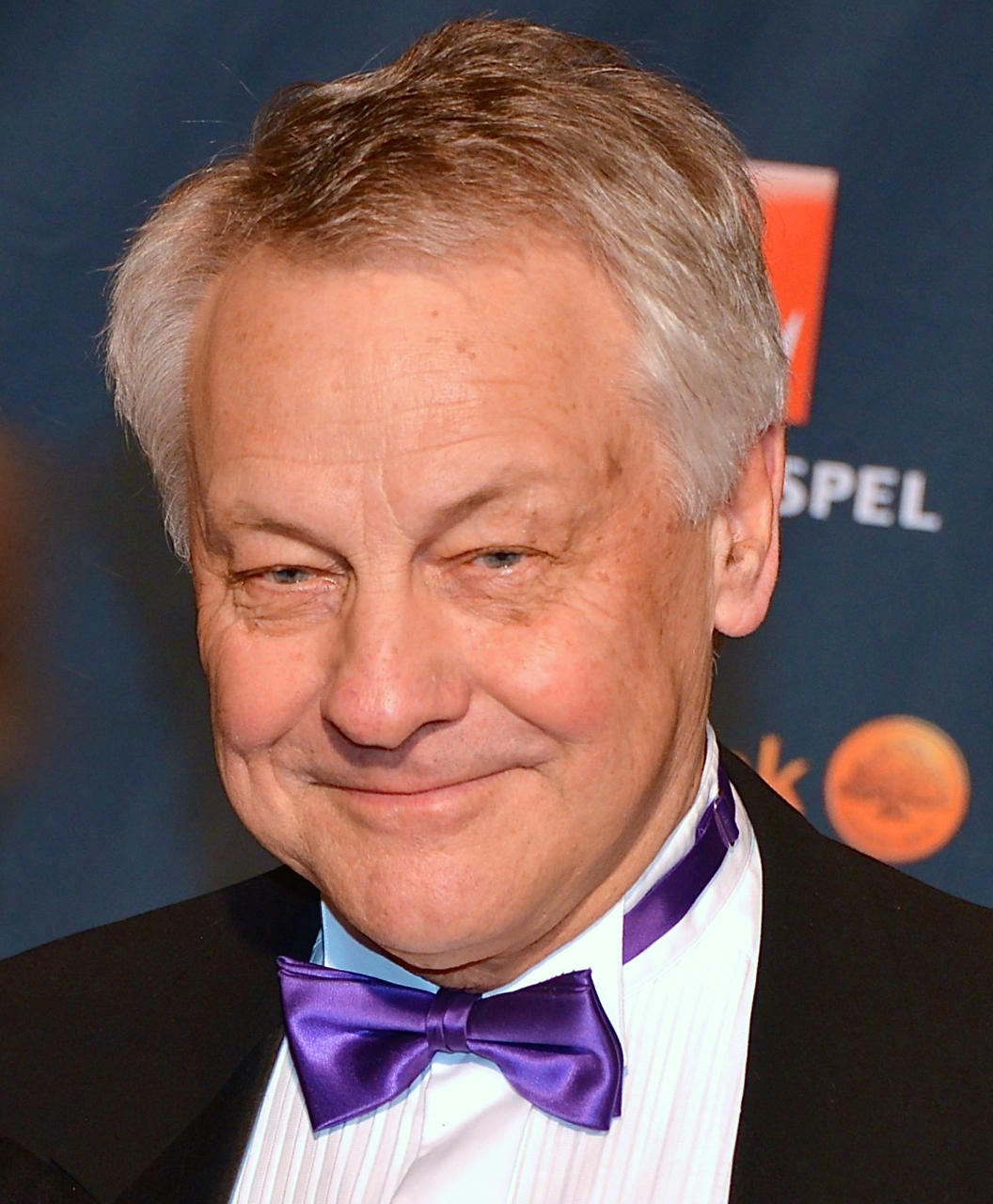
Bengt Westerberg är sedan sommaren 2021 ordförande i stiftelsen Liberal Debatt.

Liberal Debatt grundades 1948. Ursprungligen gavs tidskriften ut av Sveriges Liberala Studentförbund. Dess första chefredaktör var Åke Gafvelin. Som sina ideal uppgav man frihets- och rättsprincipen samt demokratin. Under femtio- och sextiotalen drevs tidskriften självständigt, med redaktörer som Hans Hederberg, Lars Furhoff och Per Gahrton.
År 1969 bildades stiftelsen Liberal Debatt som övertog utgivningen. Därefter förlades redaktionen, som övertogs av en grupp socialister, till Umeå och 1972 genomförde denna ett namnbyte till Frihetlig socialistisk tidskrift. Den ideologiska hemvisten vid denna tid illustreras av en ledare i Liberal Debatt från 1970 där man med entydigt gillande citerar ett uttalande av Liberala klubben i Stockholm, som hävdade att efterkrigstidens utveckling dominerades av kapitalets och maktens koncentration, vilket för Sveriges del lett till "en allt fastare bindning till västeuropeiska maktcentra och i sista hand till USA."
Stiftelsen Liberal Debatt beslöt 1973, under ledning av Magnus Lagerkvist, att nystarta tidskriften med samma namn. Några andra organisatoriska bindningar har tidskriften därefter inte haft. Redaktör för den ombildade tidskriften blev Olof Kleberg. Den första kvinnliga redaktören och ansvariga utgivaren blev Sofia Nerbrand 1999. Magnus Lagerkvist var kvar som styrelseordförande fram till 1992, då han ersattes av Johan Schück. 2009 tog Staffan Thorsell över ordförandeskapet, som han hade kvar tills han sommaren 2021 ersattes av Bengt Westerberg.
Upplagan var 1998 cirka 2000. Tidskriften ger också ut bokserien Liberal idédebatt. Redaktör för bokserien är Gabriel Ehrling Perers.

## Redaktörer under åren
| - Åke Gafvelin 1948-50 - Göran Lindahl 1951-53 - Per Hilding 1953-56 - Sigfrid Bengtsson 1956 - Åke Gafvelin, Olle Gellerman, Göran Lindahl 1957 - Olle Gellerman, Kai Henmark 1957-58 - Kai Henmark 1958-60 - Hans Hederberg, Ernst Klein 1960-61 - Hans Hederberg 1961 - Lars Furhoff 1962-64 - Arne Granholm, Kjell Goldmann, Nils-Eric Sandberg 1964-65 | - Thomas Hall, Hans Nestius 1965-67 - Per Gahrton 1967-68 - Ingvar Wik 1968-70 - Staffan Sundin 1970-71 - Jörgen Ohlsson 1971-72 - Olof Kleberg 1973-78 - Bertil Ekerlid 1978-80 - Johan Schück 1980-81 - Peter Götell 1981-82 - Jan-Otto Modig 1982-89 - Torbjörn Pettersson 1990-91 - Erik Wassén 1992-94 - Mats Sahlin 1995-99 | - Sofia Nerbrand och Peter Wolodarski 1999-2002 - Karin Ekdahl 2002-04 - Robin Govik, Rasmus Jonlund 2004-06 - Rasmus Jonlund 2006-07 - Patrick Krassén, Ida Thulin 2007-09 - Carl Lagerqvist 2010-11 - Caroline Lundström, Erik Åslin 2011-2013 - Gabriel Ehrling 2013-2019 - Matilda Molander & Emma Høen Bustos 2019-2022 - Matilda Molander 2022–2024 - Matilda Molander & Eric Luth 2024– |